# Wikipédia en assamais
Wikipédia en assamais (en assamais : অসমীয়া ৱিকিপিডিয়া, Ôxômiya wikipidiya) est l'édition de Wikipédia en assamais, langue indique orientale (en) parlée dans l'État d'Assam en Inde. L'édition est lancée a priori en juin 2002, mais dans les faits en mars 2005. Son code est : as.
Au 21 mars 2025, l'édition en assamais contient 17 487 articles et compte 44 367 contributeurs, dont 120 contributeurs actifs et 6 administrateurs.

## Présentation

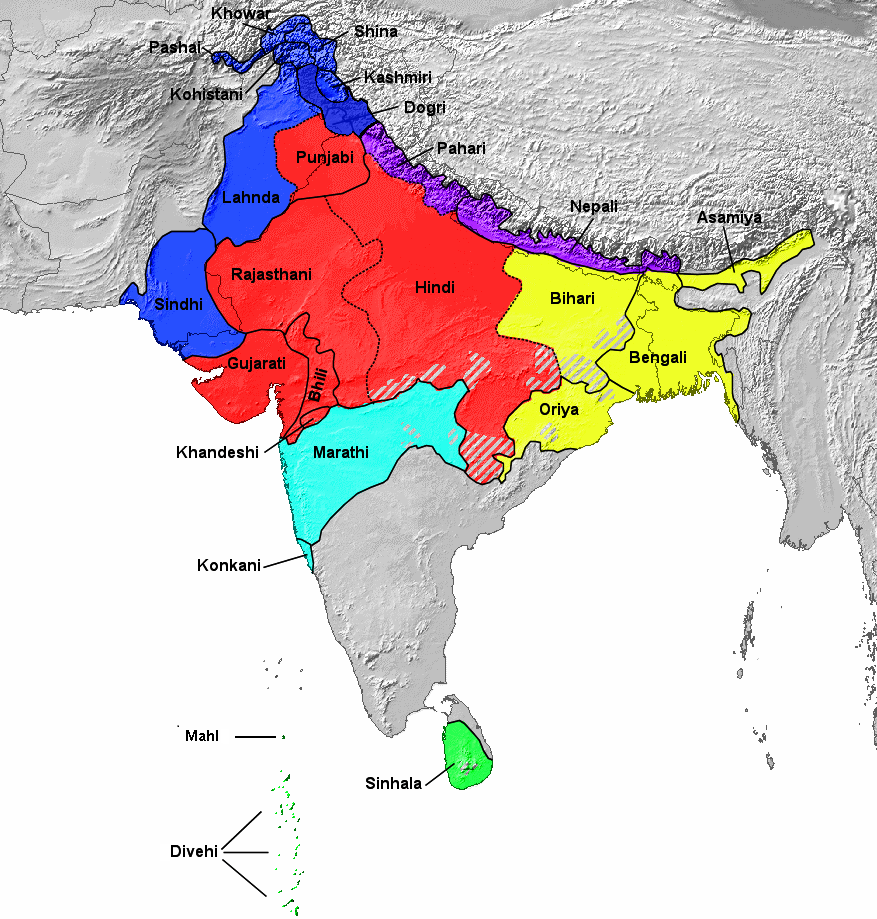
Généalogiquement, l'assamais appartient au sous-groupe des langues indiques orientales (en) (indiqué en jaune sur la carte) du groupe des langues indo-aryennes.
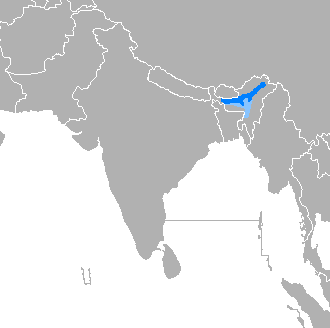
Aire de diffusion de l'assamais.

## Statistiques
- Le 12 mars 2015, l'édition en assamais compte 3 165 articles et 10 705 utilisateurs enregistrés[3], ce qui en fait la 183e[4] édition linguistique de Wikipédia par le nombre d'articles et la 140e[5] par le nombre d'utilisateurs enregistrés, parmi les 287 éditions linguistiques actives.
- Le 16 septembre 2022, elle contient 10 729 articles et compte 34 915 contributeurs, dont 86 contributeurs actifs et 5 administrateurs.
- Le 23 septembre 2024, elle contient 13 696 articles et compte 42 435 contributeurs, dont 108 contributeurs actifs et 6 administrateurs.